# 石油路街道
石油路街道，是中华人民共和国重庆市渝中區下辖的一个乡镇级行政单位。

## 行政区划
石油路街道下辖以下地区：
煤建新村社区、金银湾社区、民乐村社区、虎头岩社区、石油路社区、新影村社区、彭家花园社区、河运路社区、黄荆湾社区和茶亭北路社区。

## 交通
- 石油路站